# Doctor Khumalo
Theophilus Doctorson "Doctor" Khumalo, född 26 juni 1967 i Soweto, är en före detta sydafrikansk fotbollsspelare.
Doctor Khumalo kom till Kaizer Chiefs 1986 och efter ett år i juniorlaget flyttades han upp till A-laget och gjorde debut mot Orlando Pirates. Khumalo spelade hela sin karriär i Kaizer Chiefs i bortsett från sex månader i argentinska Ferro Carril Oeste och en säsong i MLS-laget Columbus Crew.
I Kaizer Chiefs var han bland annat med om att vinna Premier Soccer League tre gånger och den sydafrikanska cupen fem gånger. Khumalo blev även vald till "Sydafrikas bästa fotbollsspelare" 1992.
I Sydafrikas landslag var Khumalo med i laget som vann Afrikanska mästerskapet 1996, och han deltog även i VM 1998. Under sin landslagskarriär spelade Khumalo 50 matcher (två som lagkapten) och gjorde 9 mål.